# Helina tanigawensis
Helina tanigawensis är en tvåvingeart som beskrevs av Shinonaga 2003. Helina tanigawensis ingår i släktet Helina och familjen husflugor. Inga underarter finns listade i Catalogue of Life.